# 張世衡 (正德進士)
張世衡（1478年—？年），字平仲，廣東海南卫官籍，南直隶扬州府泰興縣人。明朝解元、進士。

## 生平
治《易經》，行四，由國子生中式辛酉科（1501年）廣東鄉試第一名舉人，年三十一歲中式正德三年（1508年）戊辰科會試第一百五十名，第三甲第十二名進士。未授官，卒于京城。

## 家族
曾祖张胜，副千户。祖父张紀，指挥佥事。父张翀，義官。母李氏。具庆下，兄世英，贡士；弟世旦、世延，指挥佥事。
妻子胡氏，方伯胡濂之女，年十六嫁给进士张世衡。世衡卒于京邸，胡年二十八守节，嘉靖壬辰旌。世衡子谷妻锺氏，侍郎钟芳之女，年二十亦寡，嘉靖丁巳旌。